# Ultramaraton
Ultramaraton – bieg długodystansowy na dystansie większym niż maraton, czyli powyżej 42,195 km.
Co roku rozgrywane są oficjalne mistrzostwa świata i Europy na dystansie 100 km oraz w biegu 24-godzinnym (24 h). Inne popularne dystanse ultramaratońskie to: 50 km, 100 mil oraz 6h, 12h, 48h.
Najbardziej znani na świecie ultramaratończycy to: Grek Janis Kuros i Amerykanin Scott Jurek.
Najbardziej znane ultramaratony na świecie:
- uliczne – Biel/Bienne 100 km(inne języki), Comrades Marathon(inne języki), London to Brighton(inne języki), Spartathlon, Two Oceans Marathon(inne języki)

- górskie – Tenzing Hillary Everest Marathon, Canadian Death Race(inne języki), Ultra-Trail du Mont-Blanc, Hardrock Hundred Mile Endurance Run(inne języki), Leadville Trail 100(inne języki), Mountain Masochist Trail Run(inne języki), Swiss Alpine Marathon(inne języki)
- ekstremalne – Marathon des Sables, Badwater Ultramarathon, 4 Deserts(inne języki)
- wielodniowe – Ultramaraton Sydney-Melbourne(inne języki) (1000 km, 5 dni), Lake Balaton Supermarathon, Self-Transcendence 3100 Mile Race(inne języki)

## Ultramaraton w Polsce
Najstarszym biegiem ultramaratońskim w Polsce jest Supermaraton Kalisia. W 2024 roku odbyła się 39. edycja tego biegu. Podczas imprezy wielokrotnie rozgrywane były mistrzostwa Polski mężczyzn i kobiet na dystansie 100 km. Bieg rozgrywany jest w gminie Blizanów lub w Kaliszu. 
Dużą popularnością cieszą się w Polsce ultramaratony górskie: Bieg Rzeźnika w Bieszczadach, Sudecka Setka w Sudetach, Bieg 7 Dolin w Beskidzie Sądeckim czy najdłuższy w Polsce Bieg 7 Szczytów w Sudetach.
Do czołówki światowej należeli Polacy: August Jakubik, Jan Szumiec, Przemysław Jamont, Jerzy Wróblewicz, Andrzej Magier, Piotr Sękowski, Ryszard Płochocki, Piotr Kuryło. Nadal jednymi z najlepszych ultramaratończyków są Jarosław Janicki oraz Patrycja Bereznowska. W 2020 r. rekord Europy w biegu na 100 km ustanowiła Dominika Stelmach. 

## Ultramaratony a płeć
Mimo że rzut oka na tabelę czołowych wyników w dowolnym silniej obsadzonym ultramaratonie, jak np. Spartathlon, pokazuje mężczyzn na czołowych pozycjach, widać również, że w tabeli open wyników wszech czasów wspomnianych zawodów najlepsza z kobiet, Patrycja Bereznowska, zajmuje 48 miejsce, co jest niespotykane w innych konkurencjach biegowych. W skromniejszych zawodach zdarza im się nawet wygrywać. Dzieje się tak, ponieważ mężczyźni mają lepsze predyspozycje genetyczne do rozwoju rozmiaru i siły mięśni oraz ich budowa miednicy i bioder jest lepiej przystosowana do szybkiego biegu. W ultramaratonach szybkość i większe mięśnie nie zapewniają już przewagi, a mogą być obciążeniem, ponieważ bardziej rozrośnięte mięśnie mają większe zapotrzebowanie na energię oraz stanowią dodatkowe obciążenie podczas wysiłku. Na wyniki ma wpływ głównie zdolność organizmu do spalania tłuszczu. Kobiety mają więcej tłuszczu, a ponadto potrafią go metabolizować lepiej niż mężczyźni.